# Tercera División Grupo 9
De Tercera División RFEF Grupo 9 is een van de regionale divisies van de Tercera División RFEF, de vijfde voetbaldivisie van Spanje.. Het is de eerste divisie in het oostelijke deel van de regio Andalusië en de Tercera División Grupo 9 bevindt zich in dat opzicht onder de Segunda División RFEF en boven de Primera División de Andalucía.

## Opzet
Er zijn 20 clubs die in een competitie tegen elkaar uitkomen. De kampioen promoveert automatisch en de nummers 2 t/m 5 spelen play-offs om één plaats in de Segunda División RFEF. De nummers 18, 19 en 20 dalen af naar de Preferente.
Alhaurín de la Torre CF · 
CD Alhaurino ·
UD Almería B ·
Antequera CF · 
Atlético Malagueño · 
Atlético Mancha Real · 
Atlético Porcuna · 
UD Ciudad de Torredonjimeno ·
El Palo FC · 
CD Estepona ·
CD Huétor Tájar · 
CD Huétor Vega · 
Real Jaén ·
Juventud de Torremolinos ·
Loja CD · 
UD Maracena · 
Melilla CD ·
CF Motril ·
CP Almería ·
CD Torreperogil ·
Vélez CF